# All of Me (canción de John Legend)
«All of Me» —en español: «Todo de mí»— es una canción del artista estadounidense de R&B John Legend. Fue lanzado el 12 de agosto de 2013 como uno de los sencillos de su cuarto álbum de estudio Love in the Future. La melodía fue producida por David Tozer y el cantante, y coescrita junto a Toby Gad. La canción es una dedicatoria a la esposa de Legend, la modelo Chrissy Teigen. Causó gran impacto en las principales radios urbanas por lo que fue lanzado en Estados Unidos como el tercer sencillo del álbum. Permaneció en la primera ubicación del Billboard Hot 100 durante tres semanas en mayo de 2014, convirtiéndose así en su primer número uno en los Estados Unidos. También lideró las listas de Australia, Canadá, Irlanda, Portugal, Suecia, Suiza y los Países Bajos, y fue número 2 en la lista de sencillos del Reino Unido y Nueva Zelanda. La canción ha vendido 5,1 millones de copias en los Estados Unidos hasta enero de 2015.
Una versión en vivo de la canción fue nominada en la ceremonia de 2015 de los premios Grammy a la mejor interpretación vocal pop solista mientras que la versión remezclada por el DJ y productor holandés Tiësto fue premiada en la categoría mejor grabación remezclada. La canción fue la tercera más vendida del 2014, obteniendo ventas de 12,3 millones a nivel global.

## Antecedentes
La canción es una balada en piano, inspirada por su entonces prometida Chrissy Teigen. La pareja se conoció en 2007 en el set cuando realizaba la grabación para el video de «Stereo». El 14 de septiembre de 2013 fue la fecha en que contrajeron matrimonio. La canción fue interpretada por Legend en la ceremonia de la entrega de los Premios Grammy de 2014.

## Video musical
El video fue rodado en Italia apenas unos días antes de su boda entre Legend y Chrissy Teigen. En él, muestra diversas situaciones amorosas de la pareja intercalada con imágenes de Legend interpretando la canción y tocando el piano. El video concluye con escenas de su boda real en el lago de Como, Italia. Contó con la dirección de Nabil Elderkin, íntegramente filmado en blanco y negro excepto por imágenes de la boda que aparecen sobre el final.
Una versión a dueto de la canción fue filmado con la violinista Lindsey Stirling y estrenado en YouTube el 27 de octubre de 2013.
El clip de «All of Me» fue nominado a un premio MTV Video Music Award 2014 en la categoría Mejor video masculino.

## Versiones
En 2014, Blaine Anderson (Darren Criss) versionó la canción en el episodio final de la temporada de Glee «The Untitled Rachel Berry Project». La portuguesa Kataleya hizo una versión en portugués de esta canción llamada «Tudo em mim» para la teleserie La única mujer. En 2014, la popular banda de cover Boyce Avenue hizo una versión acústica.

## Lista de canciones
| Sencillo en CD |                |          |  |
| N.º            | Título         | Duración |  |
| 1.             | «All of Me»    | 4:29     |  |
| 2.             | «Made to Love» | 3:59     |  |

| Descarga digital |                                                   |          |  |
| N.º              | Título                                            | Duración |  |
| 1.               | «All of Me» (con Jennifer Nettles y Hunter Hayes) | 4:19     |  |

| Descarga digital (Remix) |                                                            |          |  |
| N.º                      | Título                                                     | Duración |  |
| 1.                       | «All of Me» (Tiësto's Birthday Treatment Remix)            | 4:11     |  |
| 2.                       | «All of Me» (Tiësto's Birthday Treatment Remix (Extended)) | 5:56     |  |

## Posicionamiento en listas y certificaciones
| Lista (2013–14)                        | Mejor posición |
| -------------------------------------- | -------------- |
| Alemania (Media Control AG)            | 13             |
| Australia (ARIA)                       | 1              |
| Austria (Ö3 Austria Top 40)            | 4              |
| Bélgica (Flandes) (Ultratop 50)        | 3              |
| Bélgica (Valonia) (Ultratop 50)        | 11             |
| Canadá (Hot 100)                       | 1              |
| Dinamarca (Tracklisten)                | 2              |
| Escocia (The Official Charts Company)  | 3              |
| Eslovaquia (Radio Top 100 Chart)       | 1              |
| España (Top 100 Canciones)             | 2              |
| Estados Unidos (Billboard Hot 100)     | 1              |
| Estados Unidos (Pop Songs)             | 1              |
| Estados Unidos (Hot R&B/Hip-Hop Songs) | 1              |
| Estados Unidos (Adult Pop Songs)       | 1              |
| Estados Unidos (Adult Contemporary)    | 1              |
| Estados Unidos (Hot Dance Club Songs)  | 32             |
| Euro Digital Songs                     | 2              |
| Finlandia (OFC)                        | 5              |
| Francia (SNEP)                         | 4              |
| Grecia (Billboard Digital Songs)       | 7              |
| Hungría (Single Top 20)                | 11             |
| Irlanda (IRMA)                         | 1              |
| Israel (Media Forest)                  | 4              |
| México (Billboard Inglés Airplay)      | 3              |
| Noruega (VG-lista)                     | 3              |
| Nueva Zelanda (Recorded Music NZ)      | 2              |
| Portugal (Billboard Digital Songs)     | 1              |
| Países Bajos (Dutch Top 40)            | 1              |
| Reino Unido (UK Singles Chart)         | 2              |
| Reino Unido (UK R&B Chart)             | 1              |
| República Checa (Radio Top 100 Chart)  | 15             |
| Suecia (Sverigetopplistan)             | 1              |
| Suiza (Schweizer Hitparade)            | 1              |
| Venezuela (Reportland Top 50)          | 10             |

| País           | Lista (2014)                | Posición | Ref.   |
| -------------- | --------------------------- | -------- | ------ |
| Alemania       | Media Control Charts        | 16       | [ 47 ] |
| Australia      | ARIA Singles Chart          | 11       | [ 48 ] |
| Austria        | Austrian Singles Chart      | 10       | [ 49 ] |
| Bélgica        | Ultratop flamenca           | 7        | [ 50 ] |
| Bélgica        | Ultratop valona             | 19       | [ 51 ] |
| Canadá         | Canadian Hot 100            | 2        | [ 52 ] |
| Dinamarca      | Tracklisten                 | 1        | [ 53 ] |
| Estados Unidos | Billboard Hot 100           | 3        | [ 54 ] |
| Francia        | SNEP Charts                 | 12       | [ 55 ] |
| Israel         | Media Forest                | 5        | [ 56 ] |
| Nueva Zelanda  | Recorded Music NZ           | 4        | [ 57 ] |
| Países Bajos   | Nederlandse Top 40          | 7        | [ 58 ] |
| Reino Unido    | The Official Charts Company | 3        | [ 59 ] |
| Suecia         | Sverigetopplistan           | 1        | [ 60 ] |
| Suiza          | Schweizer Hitparade         | 6        | [ 61 ] |

### Certificaciones
| País           | Organismo certificador | Certificación         | Simbolización | Ventas    | Ref.   |
| -------------- | ---------------------- | --------------------- | ------------- | --------- | ------ |
| Alemania       | BVMI                   | 3× Oro                | 3●            | 450 000   | [ 62 ] |
| Australia      | ARIA                   | 14× Platino           | 14▲           | 980 000   | [ 63 ] |
| Austria        | IFPI Austria           | Oro                   | ●             | 15 000    | [ 64 ] |
| Bélgica        | BEA                    | Platino               | ▲             | 30 000    | [ 65 ] |
| Canadá         | Music Canada           | 5× Platino            | 5▲            | 400 000   | [ 66 ] |
| Corea del Sur  | Gaon                   |                       |               | 179 952   | [ 67 ] |
| Dinamarca      | IFPI Dinamarca         | Oro                   | ●             | 15 000    | [ 68 ] |
| España         | PROMUSICAE             | 3× Platino            | 3▲            | 120 000   | [ 69 ] |
| Estados Unidos | RIAA                   | 13× Platino           | 13▲           | 5 878 357 | [ 4 ]  |
| Francia        | SNEP                   | Oro                   | ●             | 75 000    | [ 70 ] |
| Italia         | FIMI                   | 8× Platino            | 8▲            | 400 000   | [ 71 ] |
| México         | AMPROFON               | Diamante + 2× Platino | 1♦ + 2▲       | 420 000   | [ 72 ] |
| Nueva Zelanda  | RIANZ                  | 3× Platino            | 3▲            | 45 000    | [ 73 ] |
| Noruega        | IFPI Noruega           | Platino               | ▲             | 10 000    | [ 74 ] |
| Reino Unido    | BPI                    | 5× Platino            | 5▲            | 3 000     | [ 75 ] |
| Suecia         | IFPI Suecia            | 11× Platino           | 11▲           | 440 000   | [ 76 ] |
| Suiza          | IFPI Suiza             | 2× Platino            | 2▲            | 60 000    | [ 77 ] |

### Sucesión en listas
| Anterior: «The Monster» de Eminem con Rihanna         | ARIA Singles Chart — Sencillo Nro 1 9 de diciembre de 2013 — 29 de diciembre de 2013 | Siguiente: «Trumpets» de Jason Derülo               |
| Anterior: «Timber» de Pitbull con Kesha               | Dutch Top 40 — Sencillo Nro 1 25 de enero de 2014 — 21 de febrero de 2014            | Siguiente: «Dark Horse» de Katy Perry con Juicy J   |
| Anterior: «Happy» de Pharrell Williams                | Irish Singles Chart — Sencillo Nro 1 24 de abril de 2014 — 30 de abril de 2014       | Siguiente: «Summer» de Calvin Harris                |
| Anterior: «Rather Be» de Clean Bandit con Jess Glynne | Sverigetopplistan — Sencillo Nro 1 2 de mayo de 2014 — 2 de julio de 2014            | Siguiente: «Din Soldat» de Albin con Kristin Amparo |
| Anterior: «Talk Dirty» de Jason Derülo con 2 Chainz   | Billboard Pop Songs — Sencillo Nro 1 3 de mayo de 2014 — 6 de abril de 2014          | Siguiente: «Not a Bad Thing» de Justin Timberlake   |
| Anterior: «Happy» de Pharrell Williams                | Billboard Hot 100 — Sencillo Nro 1 17 de mayo de 2014 — 6 de abril de 2014           | Siguiente: «Fancy» de Iggy Azalea con Charli XCX    |